# La tempestad calmada

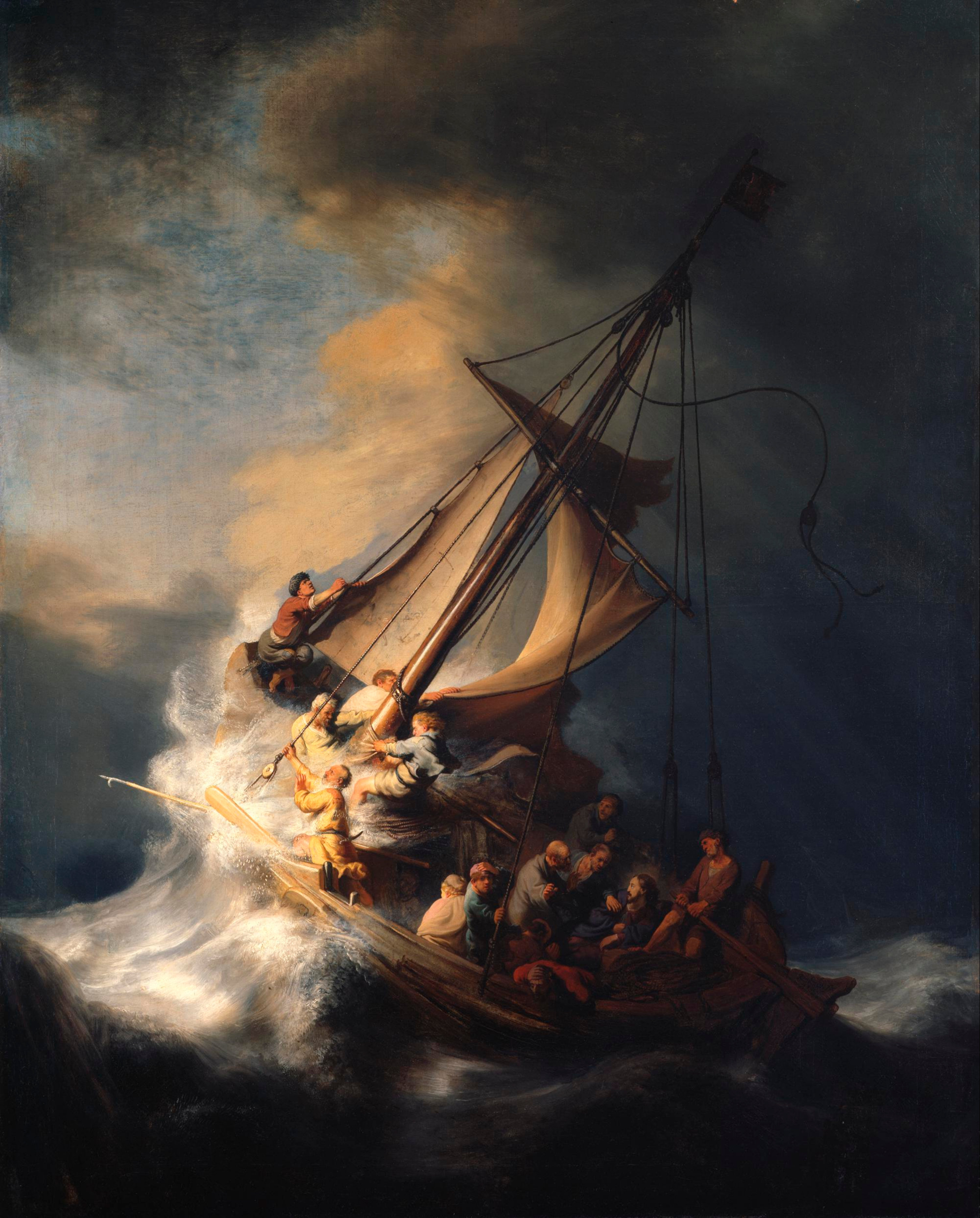
Tormenta en el Mar de Galilea por Rembrandt, 1632.

La tempestad calmada es uno de los milagros de Jesús en los Evangelios, concretamente en Mateo 8:23-27, Marcos 4:35-41, y Lucas 8:22-25. Este episodio es distinto del de Jesús camina sobre las aguas que también involucra una barca en el lago y aparece más tarde en la narración, en el capítulo 14 de Mateo.
Según los Evangelios, un anochecer Jesús y sus discípulos cruzaban el Mar de Galilea en una barca, cuando se levantó una gran tormenta, con las olas rompiendo sobre la barca, de modo que casi se inundó. Jesús estaba en la popa, durmiendo sobre un cabezal, pero los discípulos le despertaron y le dijeron, "Maestro, ¿no te preocupas si nos ahogamos?" El Evangelio de Marcos entonces declara que:
El Mar de Galilea era conocido por sus repentinas tormentas. Los judíos, además, eran personas de tierra firme a quienes generalmente era incómodo el mar, especialmente puesto que creían que el mar estaba lleno de criaturas espantosas. La revista Pulpit Commentary atribuye estas tormentas repentinas a los vientos que surgen en las cumbres del Monte Hermón, en la Cordillera del Antilíbano.
Los discípulos estaban probablemente en un pequeño bote de pesca, cuándo se encontraron con una gran tormenta. La palabra griega original para la tormenta es “seísmos,” la cual literalmente significa “una sacudida,” y que dio origen a la palabra técnica de terremoto. Así, "seísmos" implica que la violencia de la tormenta sacudió el agua en el lago y originó olas que cubrían la barca, que empezaba a hundirse.
Este pasaje que narra la calma de la tempestad ha sido considerado desde antiguo como un símbolo de la Iglesia en tiempos de peligro, que debe siempre confiar en la ayuda de su Señor, aunque pudiera parecer dormido.

## Análisis geográfico
El autor Michael Keene comentó que el Mar de Galilea era conocido por sus tormentas repentinas y feroces y que los judíos eran gente de la tierra que generalmente se sentían incómodos en el mar, especialmente porque creían que el mar estaba lleno de criaturas aterradoras. El Comentario del Púlpito atribuye estas tormentas repentinas a los vientos que surgen en las cumbres del Monte Hermón, en la Cordillera del Antilíbano al norte.

## Textos bíblicos

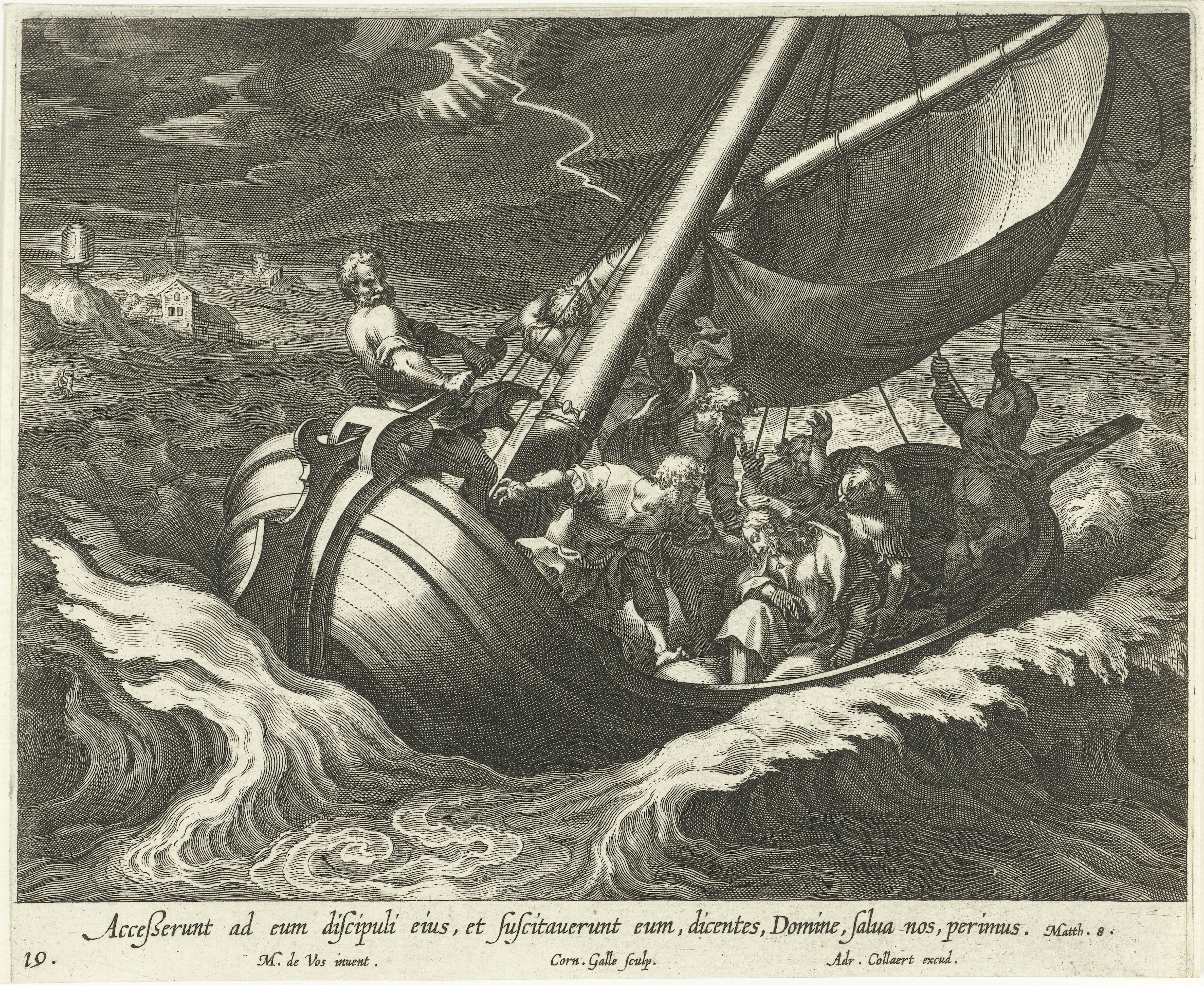
La tormenta en el mar de Galilea, impresión de Cornelis Galle the Elder según el diseño de Maerten de Vos

- Según  san Mateo (8; 23-27)

Se subió después a una barca, y le siguieron sus discípulos. De repente se levantó en el mar una tempestad tempestad tan grande que las olas cubrían la barca; pero él dormía. Se le acercaron para despertarle diciendo: —¡Señor, sálvanos, que perecemos! Jesús les respondió: —¿Por qué os asustáis, hombres de poca fe? Entonces, puesto en pie, increpó a los vientos y al mar y sobrevino una gran calma. Los hombres se asombraron y dijeron: —¿Quién es éste, que hasta los vientos y el mar le obedecen?

- Según  san Marcos (4; 35-41)

Aquel día, llegada la tarde, les dice: —Crucemos a la otra orilla. Y, despidiendo a la muchedumbre, le llevaron en la barca tal como estaba. Y le acompañaban otras barcas. Y se levantó una gran tempestad de viento, y las olas se echaban encima de la barca, hasta el punto de que la barca ya se inundaba. Él estaba en la popa durmiendo sobre un cabezal. Entonces le despiertan, y le dicen: —Maestro, ¿no te importa que perezcamos? Y, puesto en pie, increpó al viento y dijo al mar: —¡Calla, enmudece! Y se calmó el viento y sobrevino una gran calma. Entonces les dijo: —¿Por qué os asustáis? ¿Todavía no tenéis fe? Y se llenaron de gran temor y se decían unos a otros: —¿Quién es éste, que hasta el viento y el mar le obedecen? 

- Según  san Lucas (8; 22-25)

Un día, subió él a una barca con sus discípulos y les dijo: —Crucemos a la otra orilla del lago. Y partieron. Mientras ellos navegaban, se durmió. Y se desencadenó una tempestad de viento en el lago, de modo que se llenaban de agua y corrían peligro. Se le acercaron para despertarle diciendo: —¡Maestro, Maestro, que perecemos! Puesto en pie, increpó al viento y a las olas, que cesaron; y sobrevino la calma. Entonces les dijo: —¿Dónde está vuestra fe? Ellos, llenos de temor, se asombraron y se decían unos a otros: —¿Quién es éste que manda a los vientos y al agua, y le obedecen?

## Interpretación de la Iglesia católica
Jesús no sólo tiene poder sobre las enfermedades, sino también sobre las potencias malignas y los elementos de la naturaleza, porque es el Hijo de Dios (cfr nota a Mc 4,35-41). El relato del milagro es muy esquemático y, por eso mismo, muy revelador. En el «evangelio eclesiástico», como a veces se denomina al de Mateo, la barca es imagen de la Iglesia: Jesús ha subido en ella, y sus «discípulos» le han seguido (v. 23). En ocasiones, la Iglesia, como la barca, tiene dificultades, pues sufre el embate de las olas, es más, vive envuelta en ellas y le parece encontrarse sola ya que Cristo duerme. Sin embargo, el problema no viene de las dificultades; es la poca fe (v. 26), el olvido de que Cristo es el Señor (v. 25), lo que puede engendrar el temor de los discípulos: «De acuerdo con estos hechos, las iglesias en las que no se mantiene en vela la palabra de Dios, hacen naufragio, no porque Cristo se entregue al sueño, sino porque está adormecido en nosotros, a causa de nuestro sueño»  Pero ante la petición del discípulo, Jesús responde siempre: la «tempestad tan grande» (v. 24) se torna en «una gran calma» (v. 26) y los «hombres» (v. 27) se asombran ante el poder del Señor. La Iglesia, en la que está presente Cristo, es lugar seguro para la salvación. «Las olas baten contra ella, pero se mantiene firme y, aunque con frecuencia los elementos de este mundo choquen con gran fragor, ella ofrece a los agobiados el seguro puerto de salvación» 
El mar, en muchos lugares de la Biblia, representa el lugar de las fuerzas maléficas que sólo Dios puede dominar Al someterlo con el imperio de su voz como quien domina a los demonios (v. 39; cfr 1,25), Jesús se presenta con el poder de Dios; de ahí la pregunta de sus discípulos (v. 41). Las palabras que Jesús les dirige (v. 40; cfr 5,36) nos señalan una verdad perenne: la fe vence al miedo; con fe en Jesús no hay nada que pueda causar tribulación: «Cristiano, en tu nave duerme Cristo: despiértalo; dará orden a las tempestades para que todo recobre la calma. (…) Por eso fluctúas: porque Cristo está dormido, es decir, no logras vencer aquellos deseos que se levantan con el soplo de los que persuaden al mal, porque tu fe está dormida. ¿Qué significa que tu fe está dormida? Que te olvidaste de ella. ¿Qué es despertar a Cristo? Despertar la fe, recordar lo que has creído. Haz memoria pues de tu fe, despierta a Cristo. Tu misma fe dará órdenes a las olas que te turban y a los vientos de quienes te persuaden al mal y al instante desaparecerán» 
El milagro manifiesta con nitidez el poder de Jesús sobre los elementos naturales y la necesidad de la fe por parte de los discípulos (cfr notas a Mt 8,23-27 y Mc 4,35-41). La escena ha sido entendida como un paradigma de la acción de Jesús en su Iglesia —prefigurada en la barca agitada por las olas— o en cada alma. En ocasiones, también nos parece que Jesús duerme, pero nuestra oración perseverante le «despierta», acude entonces a nuestra ayuda, y vuelve la calma: «Así como la nave que atraviesa el mar —comenta San Alfonso María de Ligorio— está sujeta a miles de peligros (…), sobre todo, por las pasiones desordenadas, (…) no por esto hay que desconfiar ni desesperarse. Más bien, (…) cuando uno se ve asaltado por una pasión incontrolada, (…) ponga los medios humanos para evitar las ocasiones y (…) apóyese en Dios (…): en lo bravío de la tormenta no deja el marino de mirar a la estrella cuya claridad le habrá de guiar al puerto. De igual modo en esta vida hemos siempre de tener fijos los ojos en Dios, que es quien tan sólo nos ha de liberar de tales peligros» 

## Otras interpretaciones
El clérigo anglicano John Clowes comentó que por preguntar la cuestión "¿Por qué tenéis miedo?", Jesús estaba pidiendo a sus discípulos que exploraran en sus propias mentes la causa y el origen del miedo, para que se dieran cuenta de que todo temor tiene sus raíces en el afecto y el pensamiento natural, separados del afecto espiritual y del pensamiento. Y preguntando "¿Todavía no tienes fe?" Jesús estaba manifiestamente señalando un defecto en sus principios espirituales. Clowes comentaba además que con esta última pregunta Jesús estaba instruyendo a sus discípulos, y por medio de ellos a todas las generaciones futuras de la humanidad, que el miedo es el resultado constante de la debilidad de los principios divinos en la mente humana.

## Galería

La tempestad calmada en el arte
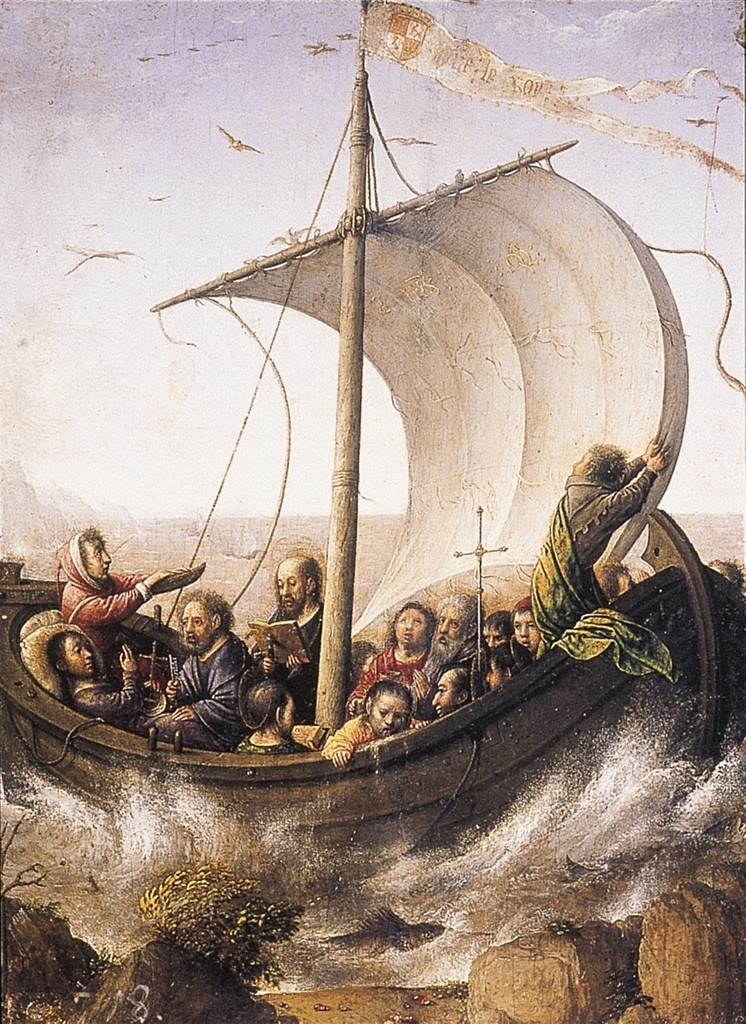
Juan de Flandes 1490-1500
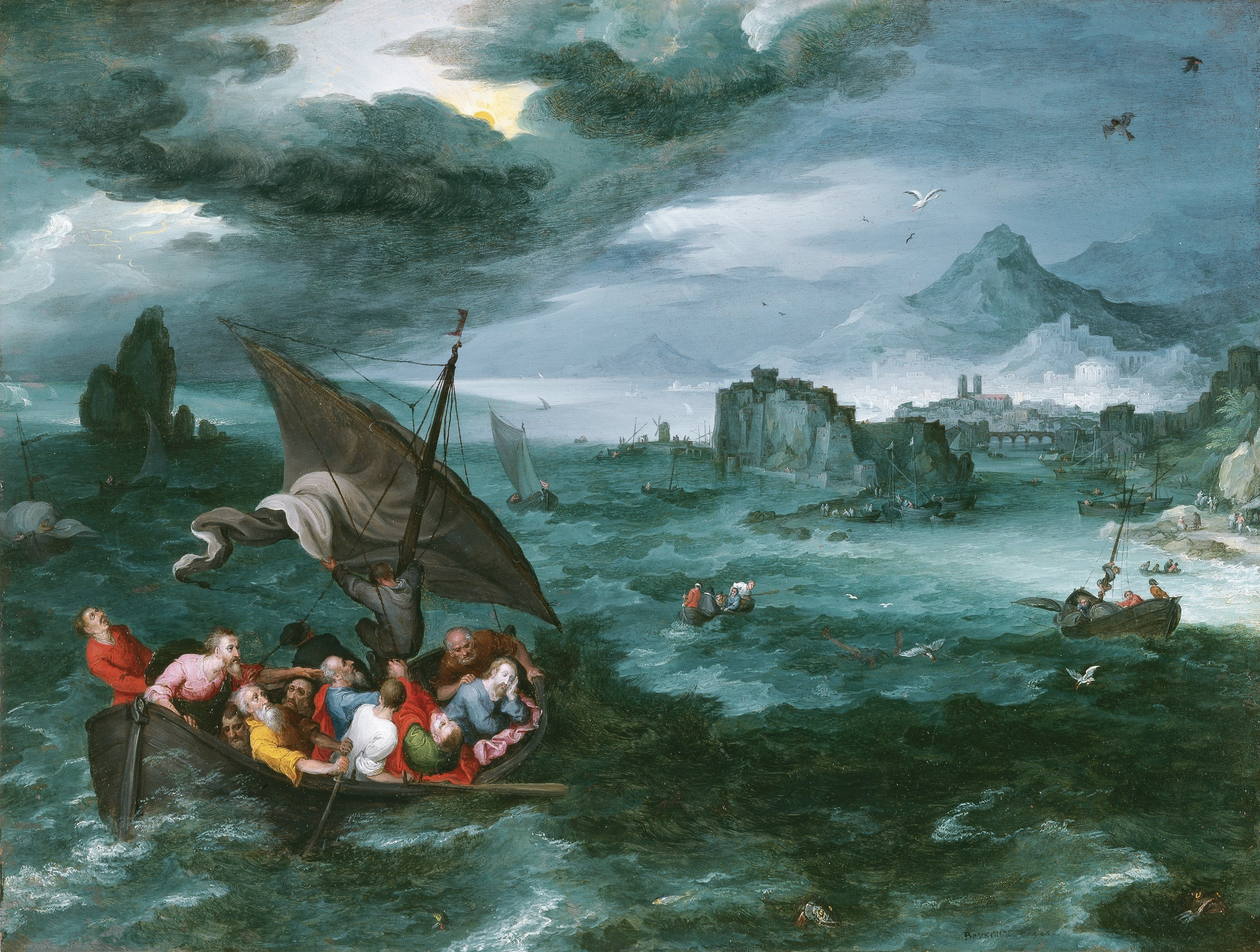
Jan Brueghel el Viejo 1596
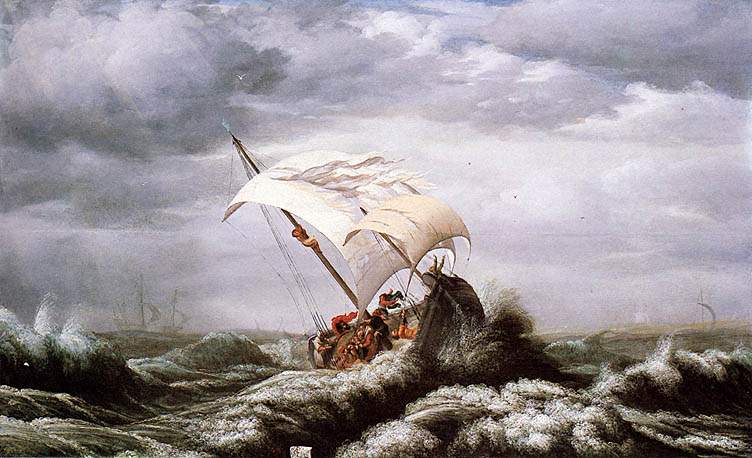
Pieter Stalpaert 1617
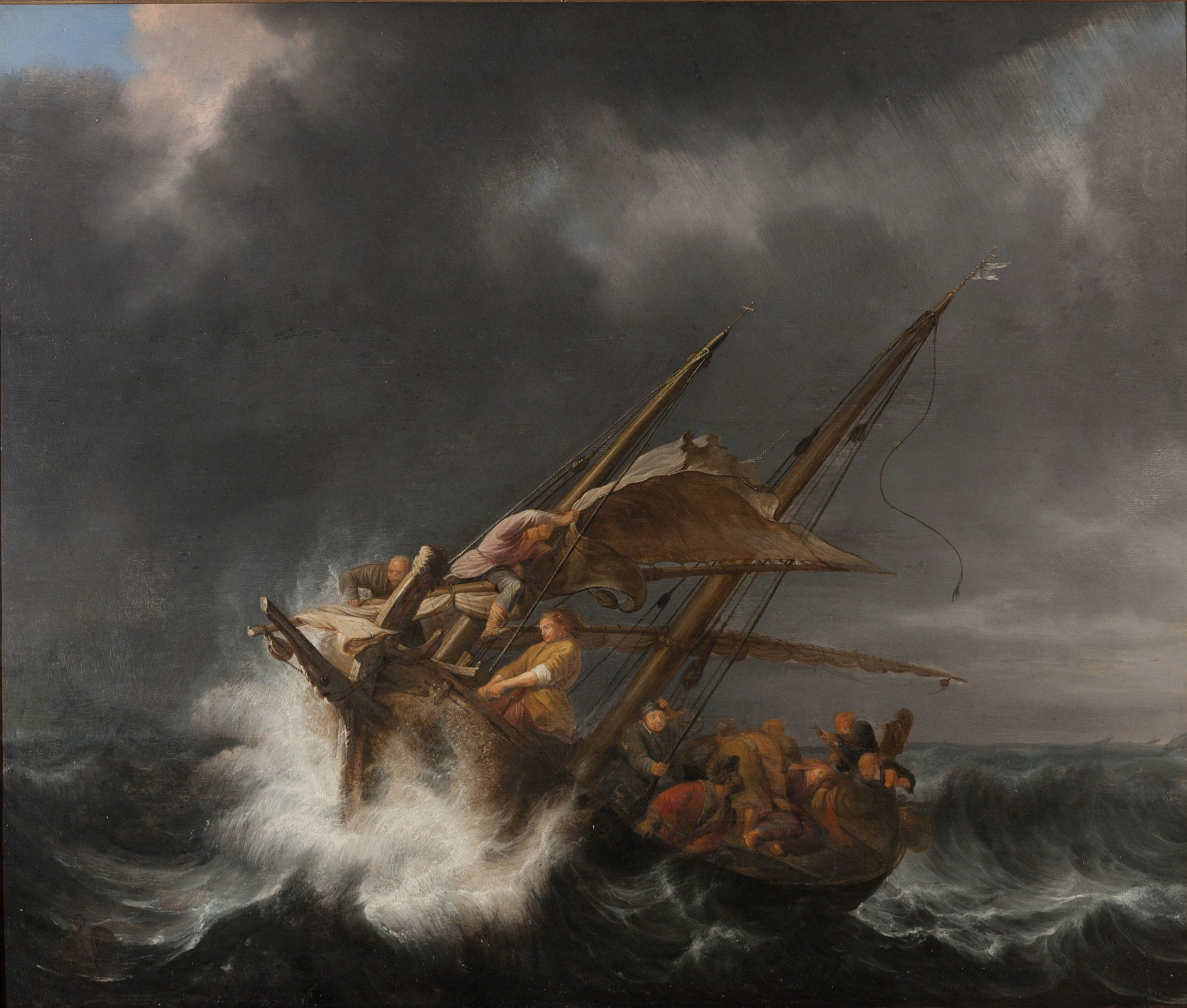
Simon de Vlieger 1637
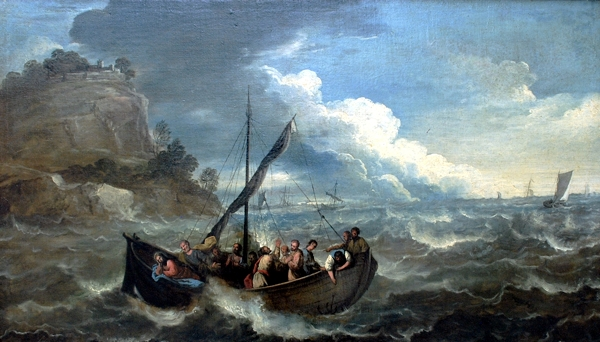
Cornelis de Wael 1630s
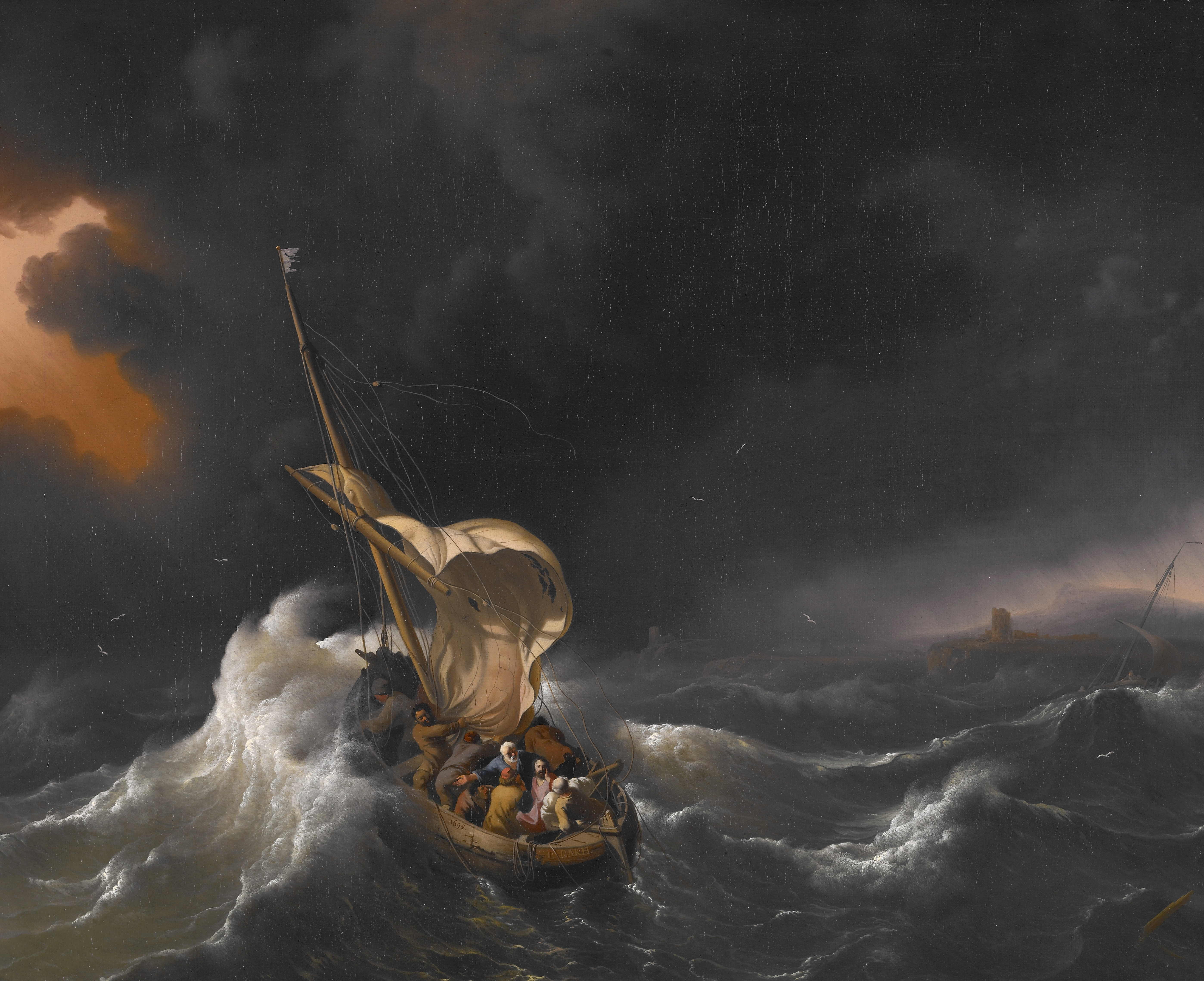
Ludolf Bakhuizen 1695
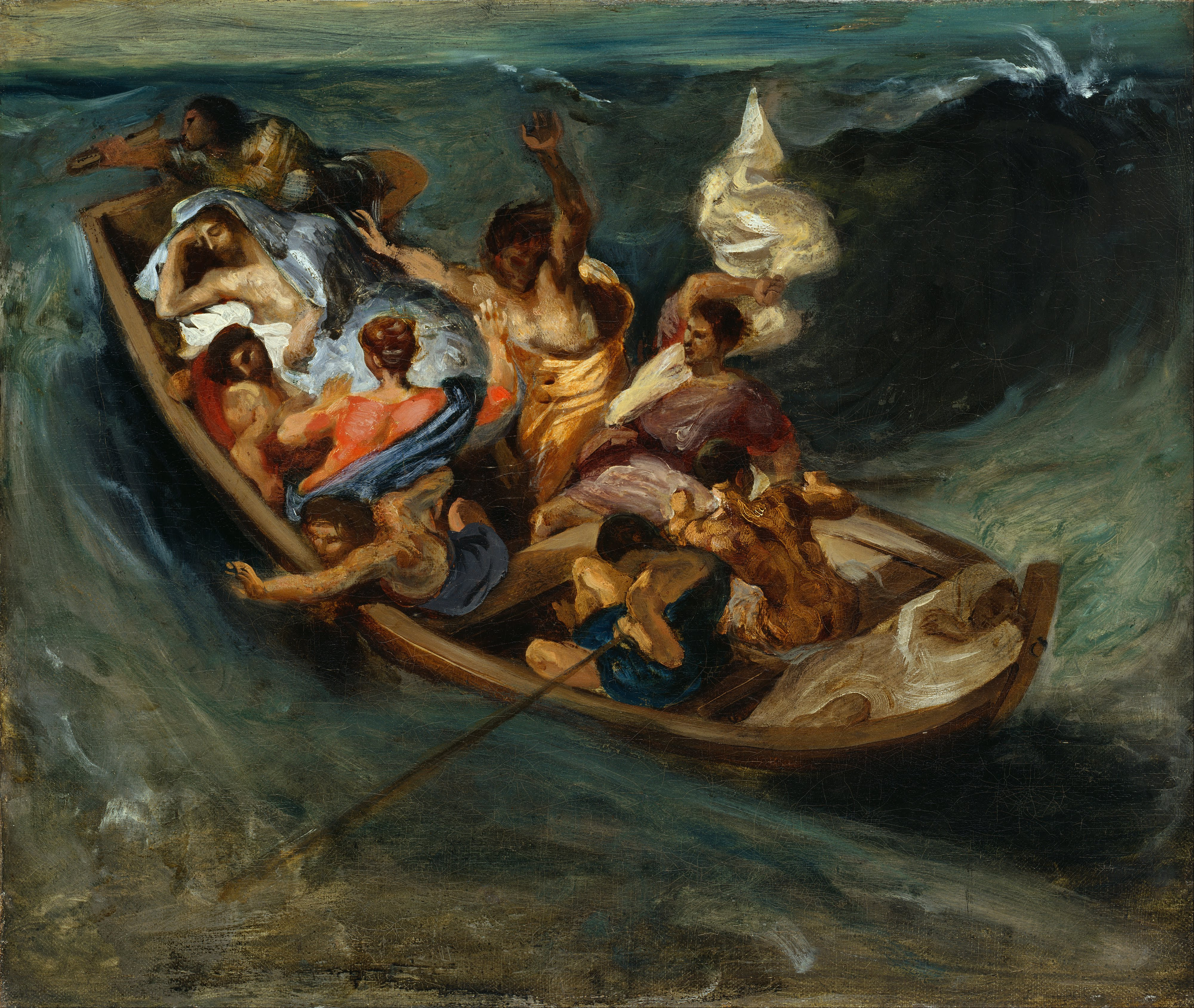
Eugène Delacroix 1854